# Scarecrow (film 2002)
Scarecrow è un film del 2002 diretto da Emmanuel Itier.
Il film, uscito direct to video, è ritenuto un B movie a causa della sua scarsa recitazione, scrittura e storia generale.
Il film è dedicato al regista italiano Dario Argento.

## Trama
Tre giovani si riuniscono in un campo di grano per raccontarsi storie spaventose. Uno di loro, Mitch, racconta una storia di un ragazzo di nome Lester Dwervick. Lester è un emarginato sociale il cui insegnante lo sminuisce per vivere in un parco roulotte con la madre costantemente ubriaca che spesso porta a casa ubriachi dal bar locale. Lester è anche costantemente perseguitato e molestato dal corpo studentesco della Emerald Grove High School. L'unica che non tormenta Lester è Judy, la figlia dello sceriffo locale. Lester mostra a Stephanie un disegno che ha fatto e le chiede di andare al ballo con lui, tuttavia la ragazza lo schernisce e lo deride. Tornato a casa Lester trova sua madre svenuta. Dal momento che non ha nessuno con cui passare il tempo e confidarsi, Lester trascorre il suo tempo libero disegnando spesso uccelli.
Più tardi Lester si reca al French Bulldog, il fast food presso il quale lavora. Lì subisce le umiliazione dal solito gruppo di ragazzi. Judy tenda di difenderlo, ma viene notata del capo di Lester che la butta fuori dal locale. Delusa dal comportamento della sua amica Morgan, la quale ha anch'essa deriso Lester, Judy torna a casa da sola. Più tardi, Lester ringrazia la ragazza per averlo difeso. Quella notte disegna un uccello del paradiso come forma di rimborso.
Morgan persuade Judy ad andare ad una festa. Nel frattempo Lester viene molestato dal nuovo fidanzato di sua madre, il quale completamente ubriaco deride i disegni del ragazzo e distrugge la cornice della foto che ha fatto per Judy. Frustrato ed arrabbiato Lester va alla festa per incontrare di nuovo Judy e vede uno dei prepotenti che lo deride sempre intento a baciarla. Profondamente addolorato della cosa, Lester fugge via e rientra a casa dove scatena tutta la sua rabbia verso il fidanzato di sua madre. L'ubriaco afferra Lester per la gola, lo conduce nei campi di grano fuori dalla sua casa e lo uccide lasciando il suo cadavere vicino ad uno spaventapasseri.
Trascorre del tempo e nessuno, tranne la madre, sembra sentire la mancanza di Lester. Una notte il fidanzato della donna viene decapitato con una falce brandita da uno spaventapasseri. Successivamente hanno luogo altri delitti nello stesso campo di mais dove è stato trovato il corpo di Lester; delitti che colpiscono tutti coloro che avevano trattato male il ragazzo quando era in vita. Alla fine lo spaventapasseri affronta anche Judy, la quale riesce a gettargli addosso della benzina e a dargli fuoco, apparentemente uccidendolo.
Una volta terminato il racconto, Mitch afferma che Lester non è affetto morto e che continua ad infestare i campi di grano. Gli altri due ragazzi gli chiedono cosa sia successo ai protagonisti del racconto che non sono stati uccisi. Mitch afferma che Stephanie è impazzita ed è stata rinchiusa in un istituto mentale lontano da Emerald Grove, che il fattore Hayley ha abbracciato la religione e prega Dio ogni giorno affinché liberi i suoi campi del male, che la madre di Lester è rimasta incinta di nuovo e che Judy si è iscritta al college con Morgan ma che forse è posseduta dall'anima di Lester. I due ragazzi affermano che Mitch si stia inventando le cose, ma Mitch dice loro di non aver ancora concluso la sua storia. Mitch inizia quindi a sussurrare continuamente il nome "Lester". Mentre gli altri due stanno per andarsene, lo spaventapasseri balza giù dal palo e li uccide mentre Mitch ride con macabro piacere.

## Produzione
Il film è stato girato con un budget stimato di 250.000 dollari.

## Distribuzione
Il film è stato distribuito in DVD negli Stati Uniti il 25 marzo 2003 dalla York Home Video.

## Sequel
Il film ha avuto due seguiti: 
- Caccia a Scarecrow (Scarecrow Slayer) (2003)
- Il ritorno di Scarecrow (Scarecrow Gone Wild) (2004)